# Marcel Kurz

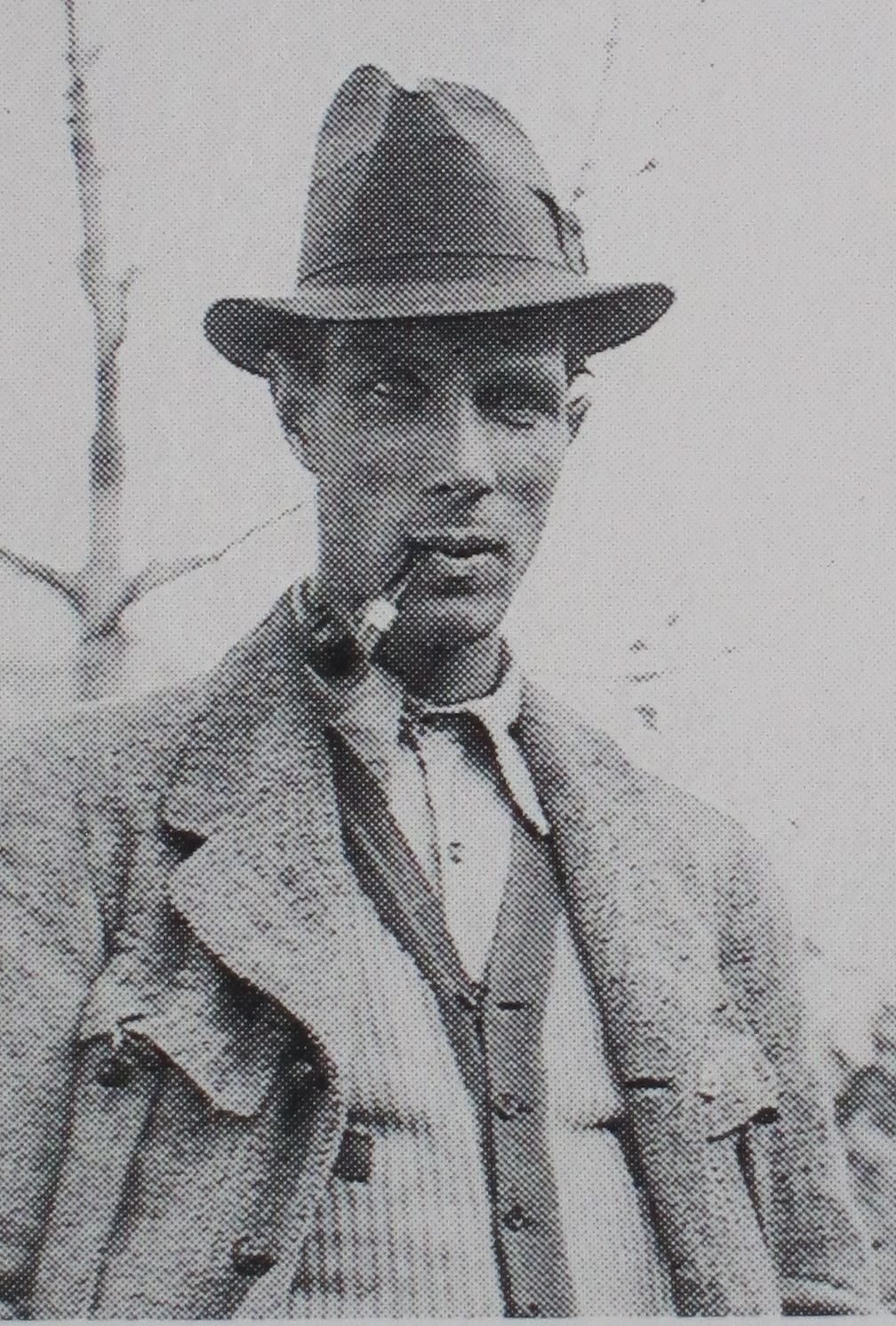
Marcel Kurz

Marcel Louis Kurz (* 24. Juni 1887 in Neuenburg NE; † 21. Juli 1967 ebenda) war ein Schweizer Topograf, Alpinist, Expeditionsbergsteiger, Pionier des Winterbergsteigens und Autor.

## Leben
Marcel Kurz studierte 1909–1913 an der ETH Zürich Ingenieur-Topograf, arbeitete 1913–1922 für das Bundesamt für Landestopografie.
Im Alter von elf Jahren unternahm er mit seinem Vater, dem Violinlehrer und Alpinisten Louis Kurz, die ersten Bergtouren. Ab 1907 unternahm er hochalpine Skitouren und Winterbesteigungen, darunter viele Ski- und Winter-Erstbesteigungen. Ab 1909 war er Mitglied des Akademischen Alpen-Clubs Zürich.
Im Fels gelang ihm u. a. 1919 die Erstbegehung der Hug-Kurz-Route in der Salbitschijen Südwestwand mit Oskar Hug und Giacomo Bertolini.
1925 erschien sein grundlegendes Werk Alpinisme hivernal, er schrieb den dreibändigen Skiführer durch die Walliser Alpen und Führer des Schweizer Alpen-Clubs für die Walliser- und Urner Alpen und das Berninagebiet und bearbeitete den Mont-Blanc-Führer seines Vaters.
1921 besuchte Marcel Kurz das noch kaum erschlossene Olymp-Gebirge und bestieg als erster den Thron des Zeus (Stefani 2909 m), verfasste eine Monografie und eine Karte. 1926/27 gelangen ihm grosse Bergtouren in Neuseeland. 1930 kam er mit der Expedition von Günther Dyhrenfurth erstmals in den Himalaya. Er nahm an der Erstbesteigung des Jongsong Peak teil, des höchsten bis dahin bestiegenen Berges der Erde, und erstellte eine Karte des Kangchendzönga-Massivs. 1932 durchstreifte er Sikkim, Garhwal und Kaschmir.
Marcel Kurz war von 1947 bis 1953 Redaktor der von der Schweizerischen Stiftung für Alpine Forschung herausgegebenen Buchreihe Berge der Welt. Seine 1957 erschienene und 1963 ergänzte Chronique Himalayenne war ein Standardwerk der Himalaya-Literatur.
Marcel Kurz war Ehrenmitglied zahlreicher Bergsteigervereinigungen, darunter Alpine Club, Groupe de Haute Montagne, Schweizer Alpen-Club, Club Alpino Italiano, Österreichischer Alpenklub, Sektion Neuenburg des Schweizer Alpen-Clubs. Sein Nachlass wird in der Zentralbibliothek des Schweizer Alpen-Clubs aufbewahrt.
Die Pointe Marcel Kurz, eine 3498 m hohe Erhebung im Westgrat des Mont Brulé in den Walliser Alpen ist nach ihm benannt.
Eine zweite Pointe Kurz in den Aiguilles Rouges du Dolent im Mont-Blanc-Gruppe ist seinem Vater Louis Kurz (1854–1942) gewidmet, dem 1888 die Erstbesteigung der 3680 m hohen Granitspitze gelang.

## Ski-Erstbesteigungen (Auswahl)
- Aiguille du Chardonnet
- Dent Blanche
- Ulrichshorn
- Rimpfischhorn (31. März 1912)

## Winter-Erstbesteigungen (Auswahl)
- Grand Combin (31. März 1907) (teilweise mit Ski)
- Obergabelhorn
- Täschhorn
- Zinalrothorn

## Werke (Auswahl)
- Le Mont Olympe. Verlag Attinger, Neuenburg 1923.
- Alpinisme hivernal: le skieur dans les Alpes. Payot, Paris 1925.
- Guide des Alpes Valaisannes. Club Alpin Suisse, 1920–1947.
- Guide du Skieur dans les Alpes Valaisannes. Club Alpin Suisse, 1939.
- Clubführer durch die Bündner Alpen, Bernina Gruppe. Schweizer Alpen-Club, 1932.
- Fremde Berge – ferne Ziele: das Werk schweizerischer Forscher und Bergsteiger im Ausland. Berge der Welt, Band 3, Zürich 1948.
- Chronique Himalayenne. Fondation suisse pour explorations alpines, Zürich 1959. Supplement 1963.